# Mario Abdo Benítez
Mario Abdo Benítez (Asunción, 1971. november 10. –) paraguayi politikus, 2018 óta az ország elnöke.

## Pályafutása
Benítez a középiskola elvégzése után katonai szolgálatot teljesített, és alhadnagyi rangban szerelt le. Ezután az Amerikai Egyesült Államokban tanult marketing szakon.
2005-ben kezdett politikával foglalkozni. 2008-ban  a Colorado Párt alelnöke lett, 2013-ban pedig szenátorrá választották. 2015–16-ban a párt frakcióvezetője volt, 2017 végén pedig sikerrel indult a pártelnökségért. 
2018-ban lemondott szenátusi mandátumáról és bejelentette, hogy indul az elnökválasztáson. 2018 áprilisában megnyerte az elnökválasztást. Ugyanazon év augusztusában iktatták be.

## Családja
Benítez apja Alfredo Stroessner diktátor személyi titkára volt.
Kétszer házasodott. Első feleségétől, Fatima Maria Diaz Benzától két gyermeke született. Második felesége Silvana Lopez Moreira.

## Forrás
- Profile: Mario Abdo Benitez, winner of Paraguay's presidential election - Xinhua | English.news.cn. www.xinhuanet.com. [2020. január 9-i dátummal az eredetiből archiválva]. (Hozzáférés: 2020. december 11.)